# Misty Montes
I Misty Montes sono una struttura geologica della superficie di Titano.